# おばあさん

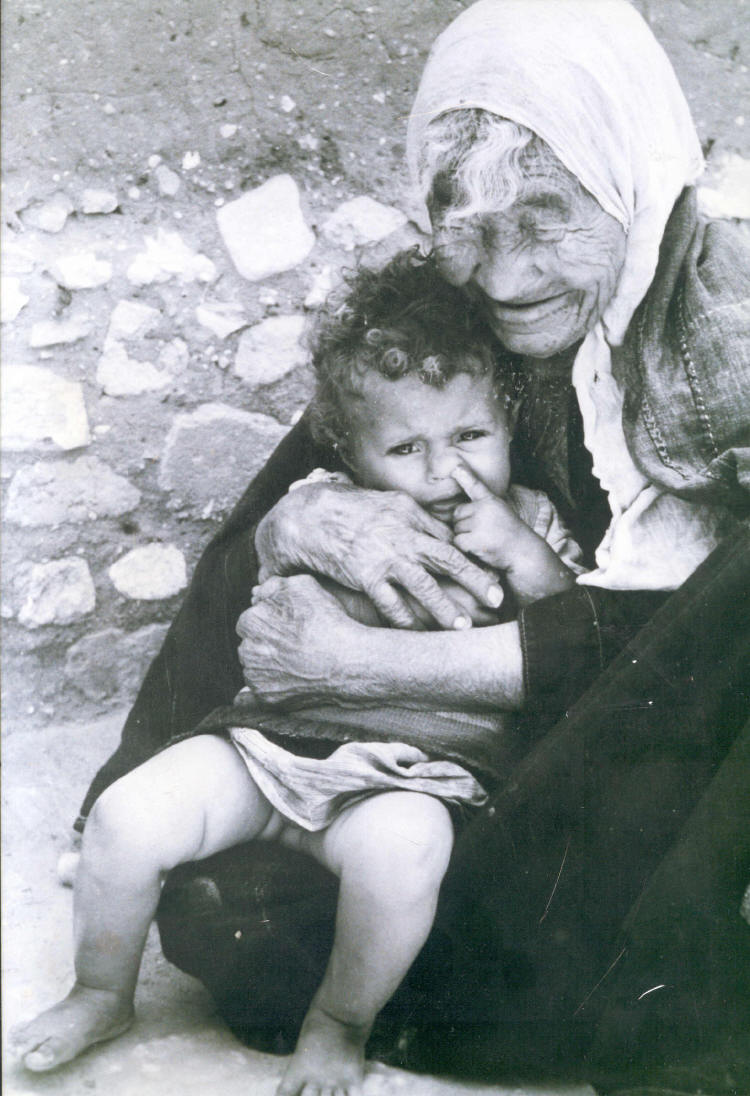
祖母と孫

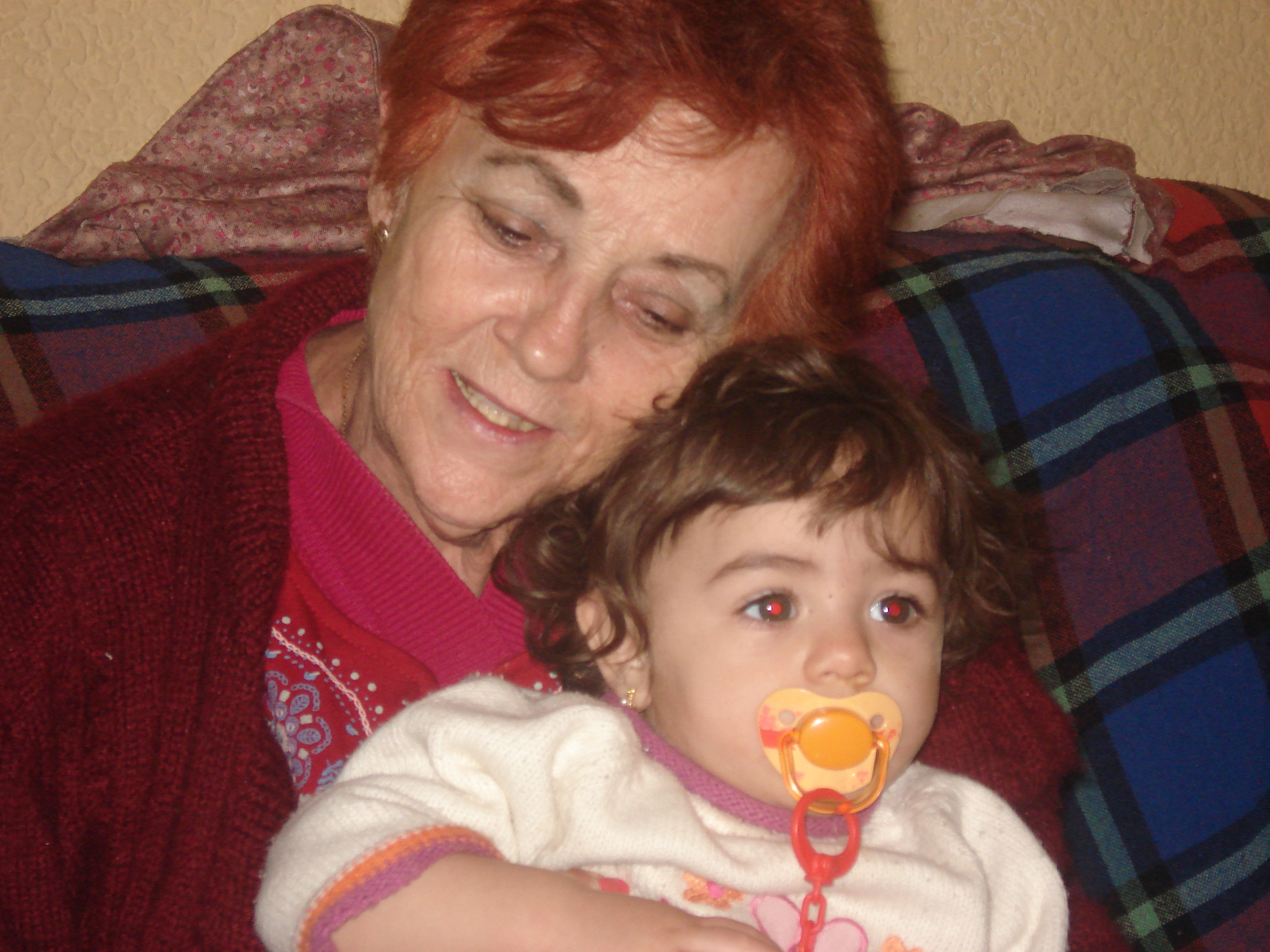
祖母と孫

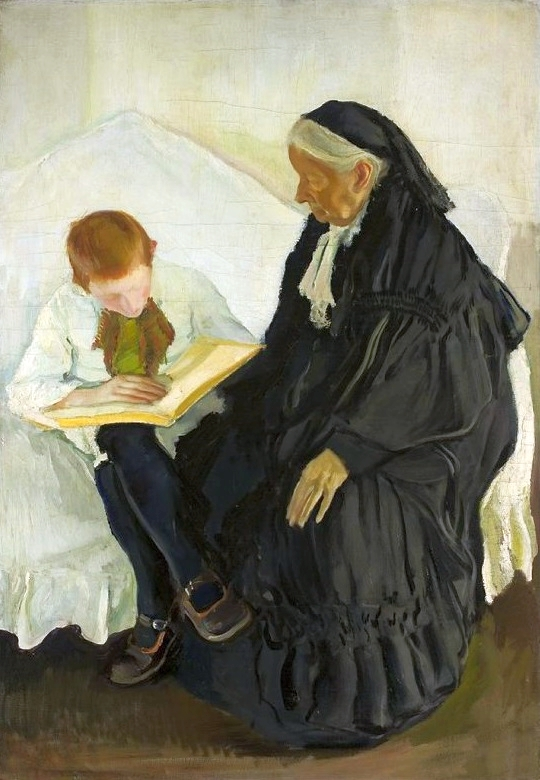
描かれた老女

おばあさん（お婆さん/お祖母さん）は、日本語において、直系尊属2親等に当たる女性（祖母）、もしくは高齢の女性を指す一般語（老婆、媼（おうな））として使用される。対義語はおじいさん、または孫、孫娘。

## 表記
ひらがなで表記される場合が多いが、漢字での表記は「お婆さん」。親族女性のおばあさんは（当て字ではあるが）「お祖母さん」と書き分ける場合もある。丁寧語接頭辞の「お」を取り、「ばあさん」と言う場合もある。「おばあちゃん」も同義語。また乳母に近いが「ばあや」（婆や）、幼児語としての「ばあば」などがある。
蔑称としてババア（ばばあ、婆あ）と表記されたりすることもある。蔑称は、集団の中で相対的に年齢が下の者が上の者に使う場合（特に最年長者）や、子供が母に対して使う場合もある。

## 愛称
ばあば、ばあや、ばあ、ばあさん、ばあちゃん、など。

## 意味

### 親族
おばあさんという語の指す意味は、日本語の親族観念では以下のように分類できる。
1. 父の母
2. 母の母
3. 夫の父の母
4. 夫の母の母
5. 妻の父の母
6. 妻の母の母

日本語では1. 2. とも区別なく「おばあさん」と呼ぶが、特に系統を区別するには「父方」や「母方」を付けて区別する。アジア圏など、父方・母方をきっちり区別する文化圏もある。
結婚すると、配偶者の祖母が義理のおばあさんとなり、3.と4.または5.と6.が発生する。配偶者の祖母を「大姑」ともいう。
おばやいとこも父方と母方の2系統が存在し、おじ・おばの姑は自身とは親族関係は発生しないが、おばあさんと呼ぶ場合も多い。また、親のおば、即ち祖父母の姉妹は「大おば」と呼ばれるが、「おばあさん」と呼ばれる事も多い。
おばあさんという呼び方は血の繋がった自分の"祖母"以外に、年老いた自分の"母親"や老人な血の繋がった自分の"伯母・叔母"も「お婆さん」という呼び方もある。義母（姑）に対して、60代以下では「お義母さん」、60代以上では「お婆さん」という呼び方であり、年齢や続柄に関係ない場合もある。決して、60代以下の祖母に対しては中年期でまだ若く、「お婆さん（お祖母さん）」ではなく「お母さん」という呼び方である。
親の祖母、即ち祖父母の母に当たる曽祖母は「ひい」を付け、「ひいおばあさん」と呼ぶ。

### 一般の高齢女性
また、上記のいずれにも該当しない女性について、1. - 2.と同年代以上の高齢の女性の自称または他称として用いる用法がある。通常、自称として用いるケースでは、話しかける相手が孫の年代の子供に対して用いるケースが多い。相手の視点からすると自身が「おばあさん」と同年代になるためである。

## 含意
民話や昔話において高齢の女性を指す語としてしばしば用いられる。「死」や「異界」に近い存在として山姥、魔法使いのイメージとして用いられることもある。一方で、母代わりの温和な女性として語られることも多い。地名表記では、「祖母」と書いて「うば」と読む例もある。「したきりすずめ」や「きんいろのさかな」のおばあさんは強欲で意地悪な女として描かれ、欲望がエスカレートし最後は破綻してすべてを失ったりお化けの罰を受けるというパターンである。「若返りの滝」では水を飲み過ぎて赤ん坊になるというパターンである。

## 対語
- おじいさん

## 有名なおばあさん
- グランマ・モーゼス
- ターシャ・テューダー
- 丸木スマ
- きんさんぎんさん
- 本郷かまと

## おばあさんが主役の作品
- タイトルに「おばあさん」を含むページの一覧
- タイトルに「おばあちゃん」を含むページの一覧
- タイトルに「婆」を含むページの一覧
- のんのんばあとオレ
- 佐賀のがばいばあちゃん
- 大家さんと僕
- ペコロスの母に会いに行く
- いじわるばあさん
- ベルヴィル・ランデブー
- 三婆
- 天国までの百マイル
- ドライビング Miss デイジー
- 午後の遺言状
- ドラえもんおばあちゃんの思い出